# Typ 93 Landmine
Die Typ 93 Landmine (japanisch 九三式戦車地雷) war eine japanische Antipersonenmine, die von 1933 (Kōki 2593, daher die Typbezeichnung) bis 1945  von den Kaiserlich Japanischen Streitkräften eingesetzt wurde.

## Allgemeines
Die Typ 93 wurde 1933 bei dem Kaiserlich Japanischen Heer eingeführt und zum ersten Mal im Krieg gegen China eingesetzt. Sie wog 1,36 kg, hatte einen Durchmesser von 171 mm und war 44 mm hoch. Die Sprengladung wog 910 g und war um einen Hohlraum angeordnet. In diesen Hohlraum wurde der Zünder eingesetzt. Um dieses Loch wurde ein Verstärkungssatz aus pulvriger Pikrinsäure angebracht. Ladung und Pikrinsäure waren in eine Papierhülle gehüllt. Der Zünder bestand aus Messing. Eine Druckfeder übte Druck auf die Zündladung aus, die den eigentlichen Sprengsatz zur Explosion brachte. Der Druck musste zwischen 3,175 kg und 90,72 kg liegen damit der Zünder reagierte. Leichtere oder schwerere Objekte brachten den Zünder nicht zur Reaktion.